# باول موراي
باول موراي (بالإنجليزية: Paul Murray)‏ (31 أغسطس 1976 بكارلايل في المملكة المتحدة - ) هو لاعب كرة قدم بريطاني في مركز الوسط. شارك مع منتخب إنجلترا تحت 21 سنة لكرة القدم ومنتخب إنجلترا لكرة القدم الرديف. أما مع النوادي، فقد لعب مع أولدهام أثلتيك وشروزبري تاون وكوينز بارك رينجرز ونادي بيرا مار ونادي ساوثهامبتون ونادي كارلايل يونايتد ونادي هارتلبول يونايتد وGretna F.C. ‏.

## وصلات خارجية
- باول موراي على موقع قاعدة بيانات كرة القدم.إي يو (الإنجليزية)
- باول موراي على موقع Soccerbase.com (لاعب) (الإنجليزية)
- باول موراي على موقع عالم كرة القدم.نت (الإنجليزية)